# Кайрлы, Алим Есильевич
Алим Есильевич Кайрлы (каз. Әлім Есілұлы Қайырлы; 22 апреля 2000, Астана, Казахстан), при рождении Алим Есильевич Ильясов (каз. Әлім Есілұлы Ілиясов;) — казахстанский футболист, защитник.

## Карьера
Футбольную карьеру начинал в 2016 году в составе клуба «Астана М» во второй лиге. 31 октября 2018 года в матче против клуба «Шахтёр» Караганда дебютировал в казахстанской Премьер-лиге (1:3).
В 2023 году подписал контракт с клубом «SD Family».

## Достижения
«Астана»
- Чемпион Казахстана: 2018

## Клубная статистика
| Игровая карьера | Игровая карьера | Лига | Лига | Лига | Кубок | Кубок | Межд. | Межд. | Др. | Др. |
| --------------- | --------------- | ---- | ---- | ---- | ----- | ----- | ----- | ----- | --- | --- |
| 2021            | СДЮСШОР № 8     | В    | 19   | 0    | 5     | 0     | —     | —     | —   | —   |
| 2022            | Жас Сункар      | В    | 18   | 1    | 2     | 0     | —     | —     | —   | —   |
| 2023            | SD Family       | В    | 19   | 0    | 3     | 0     | —     | —     | —   | —   |